# Johannes Petrus Botha
Johannes Petrus Ernst Botha (ur. 9 października 1989) – południowoafrykański zapaśnik walczący w stylu wolnym. Srebrny medalista mistrzostw Afryki w 2016 i czwarty w 2014. Wicemistrz igrzysk Wspólnoty Narodów w 2018 roku.